# Рахимъяр-Хан
Рахимъяр-Хан (урду رحیم یار خان‎) — город в провинции Пенджаб, Пакистан, центр одноимённого округа. Население — 233 537 чел. (на 1998 год).

## Экономика
Рахимъяр-Хан является крупным коммерческим и промышленным центром. Отрасли промышленности включают в себя производства: удобрений, косметики, стекла, хлопка, текстиля, сахара и растительного масла. Есть предприятия по выработке электроэнергии. Здесь расположен центр производства хлопка в провинции Пенджаб. В городе много манговых деревьев.